# Jacob Epstein
Sir Jacob Epstein (New York, 10 novembre 1880 – Londra, 19 agosto 1959) è stato uno scultore e pittore statunitense naturalizzato inglese.

## Biografia

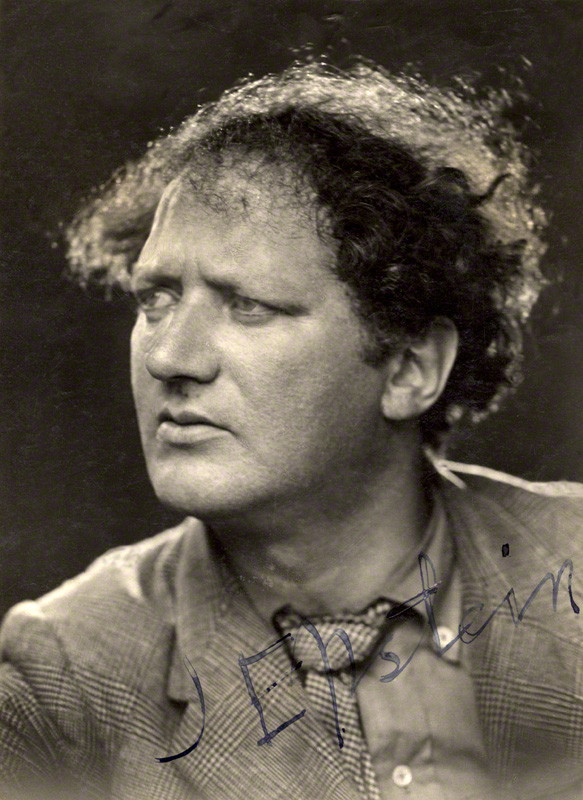
Jacob Epstein nel 1921

Terzo di cinque figli da sempre ha avuto la passione per l'arte dal tempo in cui da bambino soffriva di pleurite studiò all'Art Students League di New York nel 1900. In seguito lavorava in un'industria di bronzo di giorno mentre studiava di notte. Con i soldi che ebbe da un primo importante lavoro si trasferì a Parigi, nel 1902 dove continuò gli studi all'Académie Julian e alla scuola delle belle arti. Si trasferì poi a Londra nel 1905, e sposò Margaret Dunlop nel 1907 diventando cittadino inglese, i suoi lavori maggiori sono stati eseguiti nell'Essex.
Dal 1913 al 1917 è stato il fondatore del Vorticismo, movimento rivoluzionario, anticonservatore, in qualche modo collegato al Futurismo italiano. Lavorò anche per il periodico del movimento: Blast. Fu un celebre ritrattista e tra i suoi soggetti si annoverano Albert Einstein, Bertrand Russell e Joseph Conrad. I suoi dipinti hanno avuto mostre internazionali.

## Opere
Fra le sue opere più importanti:
- 1907–8 Ages of Man
- 1911 Oscar Wilde Memorial — nel cimitero di Père-Lachaise, Parigi
- 1913–4 The Rock Drill
- 1917 marble Venus
- 1919 scultura di bronzo Christ — Wheathampstead, Inghilterra
- 1923 W. H. Hudson Memorial, Rima
- 1928–9 Night and Day — 55 Broadway, St. James', Londra
- 1933 Head of Albert Einstein
- 1939 Adam in alabaster — Blackpool, Inghilterra
- 1940 Jacob and the Angel
- 1947 Lazarus —
- 1950 Madonna and Child
- 1954 Social Consciousness Philadelphia Museo dell'arte
- 1958 St Michael's Victory over the Devil
- 1959 Rush of Green